# Římskokatolická farnost Milonice
Římskokatolická farnost Milonice je územní společenství římských katolíků v Milonicích, s farním kostelem sv. Petra a Pavla.

## Území farnosti
Do farnosti náleží území těchto obcí:
- Milonice – farní kostel sv. Petra a Pavla
- Nesovice – kaple sv. Jana Nepomuckého
- Uhřice – kaple sv. Rozálie

## Sakrální stavby
Nesovice:

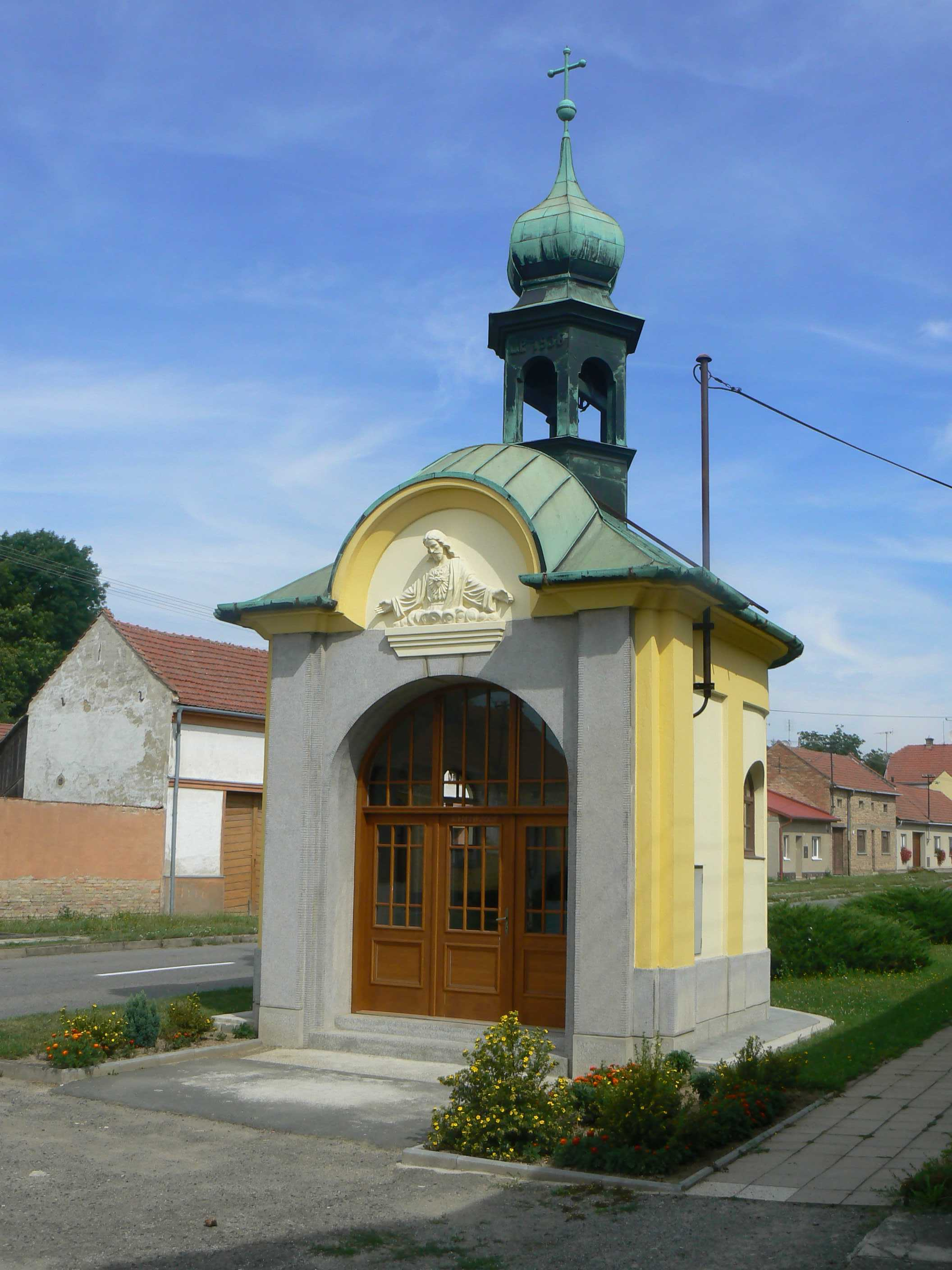
Kaple sv. Jana Nepomuckého
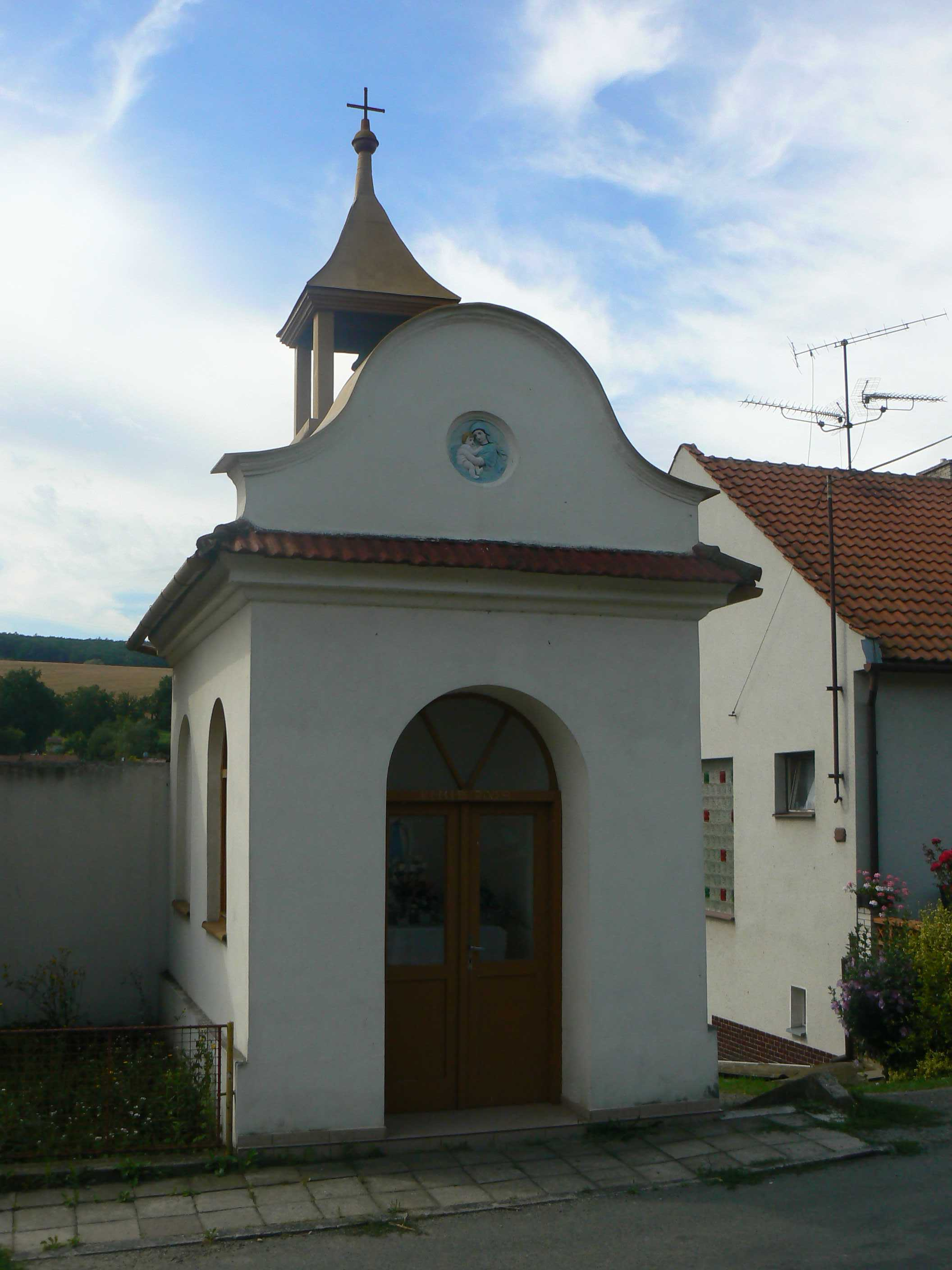
Kaple Nové Zámky
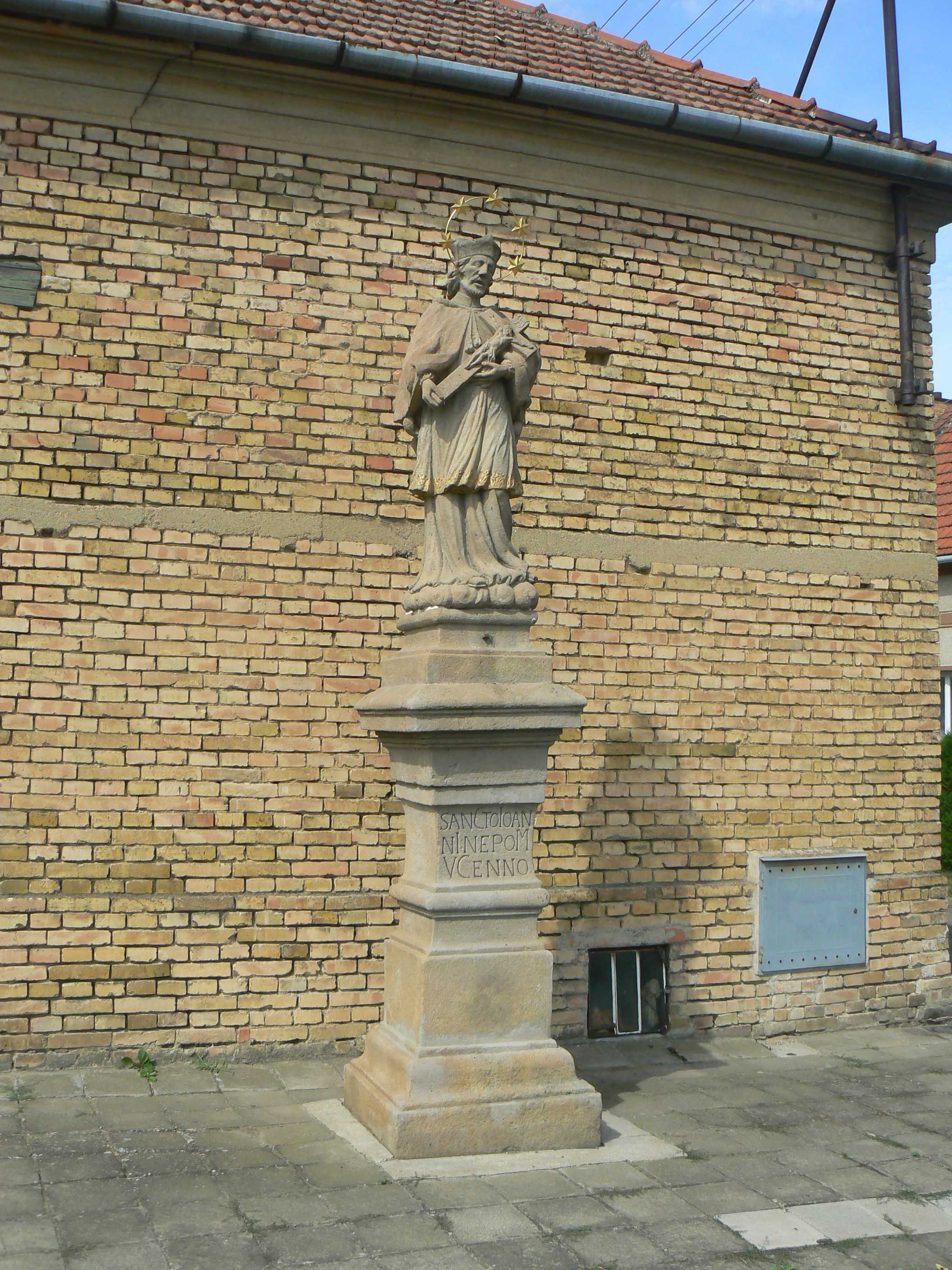
Socha sv. Jana Nepomuckého

## Historie farnosti
První zmínka o milonické faře pochází již z roku 1397. V období třicetileté války a následných zmatků byla fara dočasně neobsazena. Z roku 1633 pochází zpráva o obsazení milonické fary; duchovní správce byl společný i pro Dobročkovice. Prvním farářem, který zůstal v Milonicích více let – až do své smrti v roce 1694, byl Bedřich Charvát.

## Duchovní správci
Farářem byl od 1. září 2010 do července 2013 P. Mgr. Pavel Lacina. Od 1. srpna 2013 se stal administrátorem R. D. Mgr. Jan Krbec. Toho od 1. srpna 2016 vystřídal R. D. Ing. Martin Kohoutek.
Ten byl k 1. srpnu 2017 jmenován farářem. 
1. srpna 2022 byl jmenován farářem R. D. Mgr. Stanislav Mahovský.

## Bohoslužby
| Kostel            | Místo    | Bohoslužba (den)    | Hodina          | Poznámka     |
| ----------------- | -------- | ------------------- | --------------- | ------------ |
| sv. Petra a Pavla | Milonice | neděle pátek sobota | 8.00 17.30 8.00 | Farní kostel |

## Kněží pocházející z farnosti
Z farnosti pochází Pavel Jan Souček,opat kanonie premonstrátů v Nové Říši, který měl v milonickém farním kostele primici v roce 1901.

## Aktivity farnosti
Dnem vzájemných modliteb farností za bohoslovce a bohoslovců za farnosti brněnské diecéze je 8. ledna. Adorační den připadá na 30. července.
Ve farnosti se pořádá tříkrálová sbírka. V roce 2016 se při sbírce vybralo 47 286 korun.  V provozu je pravidelní farní kavárna.
Každoročně (od roku 1996) koncem prázdnin se koná farní zahradní slavnost spojená s koncertem, divadelním představením, posezením u cimbálu a ohňostrojem.